# پتروم
پتروم (به انگلیسی: Petrom) شرکت نفتی رومانیایی است، که به‌عنوان بزرگترین شرکت در رومانی شناخته می‌شود. این شرکت بزرگترین تولید کننده نفت و گاز در اروپای شرقی است.
شرکت پتروم در سال ۲۰۰۴ در پی عرضه سهام از جانب دولت رومانی و اجرای فرآیند خصوصی‌سازی، توسط شرکت اوام‌وی خریداری شد و از سال ۲۰۰۴ تاکنون به‌عنوان یک شرکت تابعه از گروه اوام‌وی فعالیت می‌کند.